# Cindy Fabre
 (septembre 2019).
Si vous disposez d'ouvrages ou d'articles de référence ou si vous connaissez des sites web de qualité traitant du thème abordé ici, merci de compléter l'article en donnant les références utiles à sa vérifiabilité et en les liant à la section « Notes et références ».
Pour les articles homonymes, voir Fabre.
Cindy Fabre, née le 26 septembre 1985 à Cosne-Cours-sur-Loire dans la Nièvre, est un mannequin et une présentatrice de télévision française. 
Elle est élue Miss Normandie 2004 puis Miss France 2005. Elle est la 75e Miss France. Elle est la 3e dauphine de Miss Europe 2005 et élue Miss European cities 2006. 
Elle est directrice du concours national Miss France du 30 août 2022 au 22 janvier 2025.

## Biographie

### Origines et études
Sa mère, originaire de Guadeloupe, est aide-soignante ; son père, originaire de Bourgogne, est imprimeur à Cosne-Cours-sur-Loire dans la Nièvre. Cindy Fabre mesure 1,78 m. Elle fait des études en marketing et est passionnée de danse.
Elle déménage avec sa famille. Ils vivent en Normandie, à Falaise, depuis 2000.

### Carrière de mannequin

#### Élection de Miss France
Cindy Fabre est élue Miss Calvados 2004 à Falaise, Miss Basse-Normandie 2004 puis Miss Normandie 2004 à Vire. Elle est élue, Miss France 2005 à 19 ans, le 4 décembre 2004 à Tours, en direct sur TF1. Elle succède à Lætitia Bléger (remplacée durant six mois par sa première dauphine Lucie Degletagne).

#### Année de Miss France
En janvier 2005, alors qu'elle est la Miss France en titre, elle fait partie du calendrier Pin-up de la télé, organisé par le magazine Télé 7 jours. On y retrouve d'anciennes Miss France comme Élodie Gossuin, Sylvie Tellier, Lætitia Bléger, et des personnalités de la télévision et de la chanson : Ève Angeli, Séverine Ferrer, Aurélie Konaté, Lynda Lacoste, Elena Lenina, Véronika Loubry, Marjolaine, Clara Morgane, Anne-Gaelle Riccio. Cindy posera à nouveau pour le calendrier 2006.
Le 17 mars 2005, lors de l'élection de Miss Europe qui a lieu à Paris et diffusée sur TF1, Cindy Fabre se classe 3e dauphine de Shermine Shahrivar Miss Europe 2005.
Cindy Fabre a représenté la France au concours Miss Univers 2005 le 31 mai 2005 à Bangkok en Thaïlande où elle s'est classée 29e sur 81 candidates. 
Durant son année de Miss France, elle voyage en Thaïlande, en Tunisie, en Turquie, en France métropolitaine et en outre-mer (notamment en Guadeloupe, à La Réunion et à Tahiti)[réf. nécessaire].
Le 3 décembre 2005, à Cannes, elle transmet son titre de Miss France à Alexandra Rosenfeld, Miss Languedoc élue Miss France 2006.

### L'après Miss France
Alors qu'Alexandra Rosenfeld est la Miss France en titre, Cindy Fabre représente la France au concours Miss Monde, qui se déroule le 10 décembre 2005, à Sanya en Chine.
Elle est élue Miss European cities 2006.
Elle commence une carrière d'animatrice à la télévision en arrivant sur Cash TV en 2006. Elle continue à la fois sur des chaînes nationales (W9, France 2) et sur Normandie TV (chaînes généralistes et TNT), présentant des programmes dans divers domaines (voyages, téléréalité, sport, art de vivre). 
Elle poursuit également ses activités de mannequin[réf. nécessaire].
En octobre 2007, sur l'initiative de Sylvie Tellier, elle pose avec 11 autres Miss France sous l'objectif du photographe Peter Lindbergh pour le Calendrier 2008 en faveur de l'association Ela parrainée par Zinédine Zidane.
En 2008, 2009, 2011, et 2017 elle participe avec d'autres Miss au Rallye Aïcha des Gazelles au Maroc.
Elle est chef de projet chez Ema Events, une agence spécialisée dans l'organisation d'événements à Dijon, jusqu'au 30 aout 2022.
En novembre 2020, elle pose avec une quarantaine d'autres Miss France pour la photo événement qui célèbre les 100 ans du concours Miss France. Le 19 décembre suivant, elle est présente lors de l'élection de Miss France 2021, composé d'anciennes Miss France et présidé par Iris Mittenaere (Miss France et Miss Univers 2016). L'élection se déroule au Puy du Fou et est retransmise en direct sur TF1.
Fin août 2022, elle devient directrice générale de la société Miss France, succédant à Sylvie Tellier,. Elle quitte ces fonctions en janvier 2025.

### Vie privée
En juillet 2012, elle annonce être enceinte de son premier enfant. Le 15 novembre 2012, elle donne naissance à un garçon, Elio.
Avec son compagnon Jean-Marc dont elle est séparée, elle a dirigé le restaurant La Fabrik à Cannes.
Le 6 juillet 2024, elle se marie à Dijon avec son conjoint Sylvain, né en 1972,.

## Télévision

### Animation
- 2006 : Cash Diamonds sur Cash TV
- 2006 : Pharaons sur Cash TV
- 2006 : Las Vegas sur Cash TV
- 2006 : Passeport sur Escales
- 2007 : sur Normandie TV
- 2007 : Projet Haute Couture sur Téva (rédactrice en chef pour un magazine de mode)
- 2007 : Miss Swan sur W9
- 2008 : La Plage des Secrets (téléréalité) sur W9
- 2008 : Moteurs et Escales sur AB Moteurs
- 2009 : L'agenda du week-end, tous les dimanches avant le Journal de 20 heures de France 2
- 2009 : RTL9 family, en prime-time sur RTL9
- 2009 : Sexy Staff sur NRJ 12
- 2011-2012 : Tendance Ô sur France Ô.

### Participations à des émissions
- Durant l'été 2005, elle participe comme candidate à Fort Boyard sur France 2.
- Le 9 décembre 2006, elle fait partie du jury de l'élection de Miss France 2007, retransmise en direct sur TF1.
- Elle a fait partie du jury de l'élection de Mister France 2010, diffusée sur NRJ 12, présentée par Clara Morgane et Alexandre Taliercio, aux côtés de Rachel Quesnay, David Metai, Élodie Gossuin et Robert Teriitehau.
- En 2017, elle participe avec son concubin à l'émission Recherche appartement ou maison sur M6 avec comme agent immobilier Romain Cartier
- En 2021, elle participe aux Reines du shopping (Spécial Miss France) sur M6